# Symfonie nr. 1 (Borgstrøm)
Hjalmar Borgstrøm voltooide zijn Symfoni for stort orkester in 1890. De werken van deze Noorse componist werden tot aan de Tweede Wereldoorlog regelmatig aldaar gespeeld. Deze symfonie is echter totaal onbekend gebleven. Er is slechts één concert bekend, waarin het werk geprogrammeerd stond. Tijdens het concert op 25 oktober 1890 dirigeerde Borgstrøm het werk zelf vanuit zijn manuscript (1ste gang). Het orkest van dienst was de voorloper van het Oslo Filharmoniske Orkester, Musikforeningen. Het programma zag er als volgt uit die avond met als soliste Frida Schytte en dirigent Iver Holter:
- Borgstrøm: Symfoni for stort orkester
- Max Bruch: Vioolconcert
- Robert Schumann/Johan Svendsen: Abendlied for strygeorkester
- Solosanger for Violin
- Ludwig van Beethoven: Leonora-ouverture nr. 3.

De symfonie kent de traditionele vier delen:
1. Allegro moderato
2. Andante sostenuto
3. Scherzo
4. Finale: Allegro molto vivace